# Elecciones a las Cortes de Castilla y León de 2019
Las elecciones a las Cortes de Castilla y León de 2019 se celebraron el domingo 26 de mayo. Se eligieron 81 procuradores correspondientes a la x legislatura de las Cortes de Castilla y León.
Por segunda vez en la historia, el Partido Socialista Obrero Español ganó las elecciones en la comunidad autónoma, obteniendo 35 procuradores, hecho que no sucedía desde las primeras elecciones autonómicas en 1983. Sin embargo, su candidato a la presidencia de la Junta de Castilla y León, Luis Tudanca, no pudo acceder al gobierno de la Junta, al acordarse una alianza entre el Partido Popular y Ciudadanos, siendo investido nuevo presidente Alfonso Fernández Mañueco, del Partido Popular.

## Reparto de escaños por circunscripción
El reparto de procuradores por circunscripción, que corresponde con cada provincia, es el siguiente: tres menos que en los anteriores comicios, por la pérdida de población de las provincias de León, Salamanca y Segovia.
| Ávila  | Burgos | León | Palencia | Salamanca | Segovia | Soria | Valladolid | Zamora | Total |
| ------ | ------ | ---- | -------- | --------- | ------- | ----- | ---------- | ------ | ----- |
| 7      | 11     | 13   | 7        | 10        | 6       | 5     | 15         | 7      | 81    |
| imagen |        |      |          |           |         |       |            |        |       |

## Resultados
Los resultados totales correspondientes al escrutinio definitivo se detallan a continuación:
| Candidatura | Candidatura | Votos     | %                                       | Escaños                                 |
| --- | --- | --------- | --------------------------------------- | --------------------------------------- |
| | Partido Socialista Obrero Español (PSOE) | 479 916   | 34,84                                   | 35                                      |
| | Partido Popular (PP) | 433 905   | 31,50                                   | 29                                      |
| | Ciudadanos-Partido de la Ciudadanía (Cs) | 205 855   | 14,94                                   | 12                                      |
| | VOX (VOX) | 75 731    | 5,50                                    | 1                                       |
| | Podemos-Equo (Podemos-Equo) | 68 869    | 4,99                                    | 2                                       |
| | Unión del Pueblo Leonés (UPL) | 28 057    | 2,04                                    | 1                                       |
| | Por Ávila (XAV) | 9455      | 0,69                                    | 1                                       |
| | |           |                                         |                                         |
| Izquierda Unida-Anticapitalistas-Partido Castellano/Tierra Comunera–Alternativa Republicana (IU-Anticapitalistas-PCAS/TC-ALTER): Castilla y León en Marcha | Izquierda Unida-Anticapitalistas-Partido Castellano/Tierra Comunera–Alternativa Republicana (IU-Anticapitalistas-PCAS/TC-ALTER): Castilla y León en Marcha | 31 580    | 2,29                                    | 0                                       |
| Partido Animalista Contra el Maltrato Animal (PACMA) | Partido Animalista Contra el Maltrato Animal (PACMA) | 8619      | 0,63                                    | 0                                       |
| Plataforma del Pueblo Soriano (P.P.SO.) | Plataforma del Pueblo Soriano (P.P.SO.) | 3895      | 0,28                                    | 0                                       |
| Coalición por El Bierzo (C.Bierzo) | Coalición por El Bierzo (C.Bierzo) | 3725      | 0,27                                    | 0                                       |
| Ahora Decide (ahora Decide) | Ahora Decide (ahora Decide) | 1911      | 0,14                                    | 0                                       |
| Partido Regionalista de El Bierzo (PRB) | Partido Regionalista de El Bierzo (PRB) | 1602      | 0,12                                    | 0                                       |
| Partido Regionalista del País Leonés (PREPAL) | Partido Regionalista del País Leonés (PREPAL) | 1403      | 0,10                                    | 0                                       |
| Contigo Somos Democracia (Contigo) | Contigo Somos Democracia (Contigo) | 1287      | 0,09                                    | 0                                       |
| Unidad Social de Electores Bierzo (USE Bierzo) | Unidad Social de Electores Bierzo (USE Bierzo) | 1259      | 0,09                                    | 0                                       |
| Partido Comunista de los Trabajadores de España (PCTE) | Partido Comunista de los Trabajadores de España (PCTE) | 1001      | 0,07                                    | 0                                       |
| Unión Regionalista (Unión Regionalista) | Unión Regionalista (Unión Regionalista) | 992       | 0,07                                    | 0                                       |
| Centrados (centrados) | Centrados (centrados) | 920       | 0,07                                    | 0                                       |
| Centristas-Candidatura Independiente (CI-CCD) | Centristas-Candidatura Independiente (CI-CCD) | 860       | 0,06                                    | 0                                       |
| Falange Española de las JONS (FE de las JONS) | Falange Española de las JONS (FE de las JONS) | 627       | 0,05                                    | 0                                       |
| Ávila Libre de Peajes (ÁvilaLP) | Ávila Libre de Peajes (ÁvilaLP) | 552       | 0,04                                    | 0                                       |
| Ciudadanos Rurales Agrupados (CRA) | Ciudadanos Rurales Agrupados (CRA) | 472       | 0,03                                    | 0                                       |
| Partido Comunista de los Pueblos de España (PCPE) | Partido Comunista de los Pueblos de España (PCPE) | 215       | 0,02                                    | 0                                       |
| Tradición y Futuro (TyF) | Tradición y Futuro (TyF) | 191       | 0,01                                    | 0                                       |
| Por Un Mundo Más Justo (PUM+J) | Por Un Mundo Más Justo (PUM+J) | 148       | 0,01                                    | 0                                       |
| Coalición de Centro Democrático (CCD) | Coalición de Centro Democrático (CCD) | 65        | 0,01                                    | 0                                       |
| Votos en blanco | Votos en blanco | 14 566    | 1,06                                    | n/a                                     |
| Votos válidos | Votos válidos | 1 377 678 | 100,00                                  | 81                                      |
| Votos nulos | Votos nulos | 13 824    | Participación: · \| \| 65,80 % \| 0,94% | Participación: · \| \| 65,80 % \| 0,94% |
| Votantes | Votantes | 1 391 502 | Participación: · \| \| 65,80 % \| 0,94% | Participación: · \| \| 65,80 % \| 0,94% |
| Electores | Electores | 2 114 811 | Participación: · \| \| 65,80 % \| 0,94% | Participación: · \| \| 65,80 % \| 0,94% |
| | 65,80 % |           |                                         |                                         |

## Diputados electos
| Partido político | Partido político                      | Ávila                                                                         | Burgos | León | Palencia | Salamanca                                                                                                  | Segovia                                                                           | Soria                                                                      | Valladolid | Zamora                                                                               |
| ---------------- | ------------------------------------- | ----------------------------------------------------------------------------- | --- | --- | --- | --- | --------------------------------------------------------------------------------- | -------------------------------------------------------------------------- | --- | ------------------------------------------------------------------------------------ |
|                  | Partido Socialista de Castilla y León | - Eugenia Miguel Hernández Alcojor - María Soraya Blázquez Domínguez          | - Luis Tudanca Fernández - Virginia Jiménez Campano - Luis Briones Martínez - Noelia Frutos Rubio - Jesús Puente Alcaraz | - Nuria Rubio García - Javier Campos de la Fuente - Yolanda Sacristán Rodríguez - Diego Moreno Castrillo - María Rodríguez Díaz - José Ignacio Ronda Gutiérrez | - Jesús Guerrero Arroyo - María Consolación Pablos Labajo - Rubén Illera Redón                              | - Fernando Pablos Romo - Rosa María Rubio Martín - Juan Luis Cepa Álvarez - María del Carmen García Romero | - José Luis Vázquez Fernández - Alicia Palomo Sebastián - Sergio Iglesias Herrera | - Virginia Barcones Sanz - Ángel Hernández Martínez - Judit Villar Lacueva | - Elisa Patricia Gómez Urbán - Pedro Luis González Reglero - Laura Pelegrina Cortijo - José Francisco Martín Martínez - María Isabel Gonzalo Ramírez - Luis Ángel Fernández Bayón | - Ana Sánchez Hernández - José Ignacio Martín Benito - María Inmaculada García Rioja |
|                  | Partido Popular de Castilla y León    | - Miguel Ángel García Nieto - Vidal Galicia Jaramillo - Ruth Pindado González | - Ángel Mariano Ibáñez Hernando - Alejandro Vázquez Ramos - María Inmaculada Ranedo Gómez                                | - Juan Carlos Suárez-Quiñones Fernández - Amparo Vidal Gago - Ricardo Gavilanes Fernández-Llamazares - Smara Morala Prieto                                     | - Carlos Javier Amando Fernández Carriedo - María José Ortega Gómez - María de las Mercedes Cófreces Martín | - Alfonso Fernández Mañueco - María del Carmen Sánchez Bellota - Salvador Cruz García                      | - Francisco Javier Vázquez Requero - María Ángeles García Herrero                 | - Jesús Ángel Peregrina Molina - Pedro Antonio Heras Jiménez               | - Raúl de la Hoz Quintano - Ramiro Felipe Ruiz Medrano - Pilar Garcés García - Luis Miguel González Gago - María Paloma Vallejo Quevedo                                           | - Leticia García Sánchez - Óscar Reguera Acevedo - José Alberto Castro Cañibano      |
|                  | Ciudadanos–Partido de la Ciudadanía   | - David Jesús Martín Martín                                                   | - José Ignacio Delgado Palacios - Blanca Delia Negrete Santamaría                                                        | - Ana Carlota Amigo Piquero | - Juan Pablo Izquierdo Fernández                                                                            | - David Castaño Sequeros - María Montero Carrasco                                                          | - Marta Sanz Gilmartín                                                            |                                                                            | - Francisco Igea Arisqueta - Luis Fuentes Rodríguez - Miguel Ángel González Rodrigo                                                                                               | - María Teresa Gago López                                                            |
|                  | Vox                                   |                                                                               | | | | |                                                                                   |                                                                            | - Jesús María García-Conde del Castillo |                                                                                      |
|                  | Podemos-Equo                          |                                                                               | - Laura Domínguez Arroyo                                                                                                 | - Juan Pablo Fernández Santos | | |                                                                                   |                                                                            | |                                                                                      |
|                  | Unión del Pueblo Leonés               |                                                                               | | - Luis Mariano Santos Reyero | | |                                                                                   |                                                                            | |                                                                                      |
|                  | Juntos por Ávila                      | - Pedro José Pascual Muñoz                                                    | | | | |                                                                                   |                                                                            | |                                                                                      |

## Elección e investidura del Presidente
Tras la constitución de las Cortes de Castilla y León, el PP y Cs alcanzaron un acuerdo político para constituir un Gobierno conjunto de la región durante los siguientes 4 años. El Gobierno tendría 6 miembros del Partido Popular y 4 de Ciudadanos, y estaría presidido por un miembro del Partido Popular. Cada partido tendría plena libertad ejecutiva en los ámbitos competenciales adjudicados a las consejerías cuyos titulares fuesen de su partido.
Como gesto de buena voluntad durante el pleno de investidura, Vox y Por Ávila se abstuvieron, ofreciéndose al Gobierno regional para colaborar parlamentariamente a lo largo de la legislatura, a pesar de que sus votos no eran aritméticamente necesarios.
| Candidato                      | Fecha                                                  | Voto       |    |    |    |   |   |   |   | Total |
| ------------------------------ | ------------------------------------------------------ | ---------- | -- | -- | -- | - | - | - | - | ----- |
| Alfonso Fernández Mañueco (PP) | 9 de julio de 2019 Mayoría requerida: Absoluta (41/81) | Sí         |    | 29 | 12 |   |   |   |   | 41/81 |
| Alfonso Fernández Mañueco (PP) | 9 de julio de 2019 Mayoría requerida: Absoluta (41/81) | No         | 35 |    |    | 2 |   | 1 |   | 38/81 |
| Alfonso Fernández Mañueco (PP) | 9 de julio de 2019 Mayoría requerida: Absoluta (41/81) | Abstención |    |    |    |   | 1 |   | 1 | 2/81  |

A dicho acuerdo político se pondría fin el lunes 20 de diciembre de 2021, con la destitución de los consejeros de Ciudadanos en el gobierno regional por parte del Partido Popular. Como consecuencia política, se puso fin al mandato parlamentario regional y se convocaron elecciones anticipadas para el 13 de febrero de 2022.

## Moción de censura de marzo de 2021
El 10 de marzo de 2021, el Partido Popular decide romper con Ciudadanos justificándose en la presentación conjunta por parte de PSOE y Ciudadanos de una moción de censura en la Región de Murcia, hechos que sirvieron, a su vez, para que se llamara a elecciones anticipadas del Gobierno Díaz Ayuso, el PSOE realizó un movimiento similar en Castilla y León. La moción, presentada ese mismo día, con Luis Tudanca como candidato, no contaba en esta comunidad autónoma con el apoyo de Ciudadanos, siendo apoyada inmediatamente por los dos procuradores en Cortes de Podemos. La dirección de la formación naranja confirmaría su negativa posteriormente.
El 22 del mismo mes se votó en pleno la moción de censura que fue rechazada al alcanzar solamente 37 votos de los 41 necesarios para su aprobación. La propuesta recibió los votos en contra de Ciudadanos, PP y Vox; así como la abstención de Unión del Pueblo Leonés, Por Ávila y de la antigua diputada de Ciudadanos, María Montero, que se constituyó como escaño independiente tras haber abandonado el partido. A pesar de no haber triunfado, la salida del partido de esta diputada autonómica propició, sin embargo, la pérdida de la mayoría absoluta del gobierno de coalición PP-Ciudadanos, al pasar a sumar 40 de los 81 procuradores en Cortes, gobernando por tanto en minoría desde entonces y requiriendo apoyos externos a esas dos formaciones para sacar adelante sus iniciativas.
| Candidato               | Fecha                                                   | Voto       |    |    |    |   |   |   |   | na | Total |
| ----------------------- | ------------------------------------------------------- | ---------- | -- | -- | -- | - | - | - | - | -- | ----- |
| Luis Tudanca (PSOE-CyL) | 22 de marzo de 2021 Mayoría requerida: Absoluta (41/81) | Sí         | 35 |    |    | 2 |   |   |   |    | 37/81 |
| Luis Tudanca (PSOE-CyL) | 22 de marzo de 2021 Mayoría requerida: Absoluta (41/81) | No         |    | 29 | 11 |   | 1 |   |   |    | 41/81 |
| Luis Tudanca (PSOE-CyL) | 22 de marzo de 2021 Mayoría requerida: Absoluta (41/81) | Abstención |    |    |    |   |   | 1 | 1 | 1  | 3/81  |